# 양산 통도사 안양암 북극전
양산 통도사 안양암 북극전(梁山 通度寺 安養庵 北極殿)은 대한민국 경상남도 양산시 하북면 지산리 통도사에 있는 건축물이다. 
1985년 11월 14일 경상남도의 유형문화재 제247호 통도사 안양암 북극전으로 지정되었다가, 2018년 12월 20일 현재의 명칭으로 변경되었다.

## 개요
통도사는 합천 해인사, 승주 송광사와 더불어 우리나라 3대 사찰 중의 하나로 신라 선덕여왕 15년(646)에 자장율사가 지었다. 안양암은 통도사 8경 중의 하나인 안양 동대에 위치하며, 처음 세워진 시기는 알 수 없으나 고려 충렬왕 21년(1295)에 찬인대사가 다시 지었고 조선 고종 2년(1865)에 보수되었다고 한다.
법당은 보상암이라고도 불리며, 앞면 3칸·옆면 2칸으로 지붕 옆면이 여덟 팔(八)자 모양인 팔작지붕으로 되어있다.
규모가 그리 크지는 않으나 지붕을 받치는 공포의 모양으로 보아 안정감을 느낄 수 있는 조선 후기 양식의 건축물이다.

## 참고 자료
- 양산 통도사 안양암 북극전 - 국가유산청 국가유산포털